# Cesare Cipollini
Cesare Cipollini (* 16. Dezember 1958 in Belfort, Frankreich; † 10. August 2023) war ein italienischer Radprofi.

## Sportliche Laufbahn
Im Jahr 1976 nahm Cesare Cipollini als Amateur an den Olympischen Sommerspielen in Montreal teil. Er war dort an der Seite von unter anderem Giuseppe Saronni Mitglied des italienischen Vierers und belegte den fünften Platz in der Mannschaftsverfolgung. Das Rennen Giro delle Tre Provincie gewann er 1977. Ab 1978 fuhr Cesare Cipollini als Profi und bestritt mehrfach den Giro d’Italia. 1983 gewann er das italienische Eintagesrennen Giro dell’Emilia vor Daniele Caroli und Dag Erik Pedersen. Siebenmal fuhr er den Giro d’Italia, der 86. Platz 1981 war sein bestes Ergebnis in der Rundfahrt. 1978 startete er bei der Vuelta a España, schied aber vorzeitig aus.
Cesare Cipollini galt als talentierterer Fahrer als sein jüngerer Bruder. Dennoch konnte er als Profi nie an die Erfolge als Amateur anknüpfen und verrichtete im Laufe seiner Profikarriere in erster Linie Helferdienste.
Die Ursache für seine schwache Karriere sah Cesare Cipollini in der Dopingproblematik des Radsports. Er hatte nach eigener Aussage eine andere Philosophie als die meisten seiner Kollegen, er habe Radsport ohne Doping betrieben. Später bezeichnete er den Radsportzirkus als zerstörerische Welt, in der er sich nie zurechtgefunden habe. Dennoch erklärte er seine grundsätzliche Bereitschaft, sich für mehr Glaubwürdigkeit und Sicherheit im Radsport einzusetzen.

## Familie
Er ist der ältere Bruder von Mario Cipollini, mit dem er 1989 gemeinsam für das italienische Team Del Tongo fuhr. Er war in zweiter Ehe mit der Italienerin Marzia verheiratet und Vater von drei Kindern (zwei Söhne, eine Tochter). Er arbeitete angeblich als Gärtner im toskanischen Lucca.